# Onthophagus aerarius
Onthophagus aerarius là một loài bọ cánh cứng trong họ Bọ hung (Scarabaeidae).